# 王文平
王文平（1960年—）是中華民國藝術家，擅長在繪畫中營造神祕詭譎的氛圍。1960年，王文平在臺北市出生。1978年，其自臺北縣私立復興高級商工職業學校美工科畢業，並在同年獲得第三屆「雄獅美術新人獎」。1979年，他進入中國文化大學美術系就讀。在1970年代末期至1980年代初期，王文平的早期作品大多屬於寫實主義繪畫。在中國文化大學期間，王文平還與吳光閭、廖木鉦、鄭建昌共組「臺北新藝術聯盟」，積極推動臺灣的新藝術運動。
1982年，王文平在春之藝廊舉辦首次個展，並因展出1,100號畫作引起藝術場域關注。同年，他也開始嘗試使用霓虹燈、不鏽鋼、壓克力、玻璃等媒材表現的系列藝術。1989年，他獲得美國紐約長島大學藝術研究所碩士。在美國完成學業後，王文平返回臺灣，並且持續創作。在1980年代末期至1990年代，其繪畫風格採取寫實主義繪畫與自然風格主題雙軌進行的模式。而自1995年以後，其創作則主要探討生命本質的心理寫意表現。